# Matthew Murray
Pour les articles homonymes, voir Matthew Murray (hockey sur glace) et Murray.
Matthew Murray, né en 1765 à Newcastle et mort le 20 février 1826, était concepteur et constructeur de machines-outils à vapeur britannique. Il est resté connu pour avoir notamment construit la toute première locomotive à vapeur commercialement viable à être exploitée, la Salamanca en 1812, et mis au point le premier chemin de fer à crémaillère.

## Biographie
Matthew Murray est né à Newcastle-upon-Tyne en 1765. À 14 ans il devient apprenti dans une forge ou chez un ferblantier. Après son apprentissage il épouse, en 1785, Mary Thompson (1764-1836) originaire de Whickham dans le comté de Durham (ils auront trois filles et un fils). Le couple part habiter à Stockton, en 1786, Matthew travaille comme compagnon mécanicien dans la filature de lin de John Kendrew.
À Leeds en 1795, Matthew Murray fonde avec deux associés la société Fenton, Murray & Wood, une entreprise de construction de machines-outils pour l'industrie du textile. Avec le début de l'ère industrielle opérant en Grande-Bretagne, l'entreprise connait une forte croissance et devient plus tard la firme Fenton, Murray and Wood. Mais avec la multiplication des mines de charbon présentes près de Leeds, et d'autres manufactures, Murray décide alors de se spécialiser dans la conception de machines à vapeur, dans le but de les rendre plus légères, plus compactes et plus simples à utiliser ainsi qu'à installer, car les erreurs dans le montage des moteurs étaient relativement nombreuses.

## Machine à vapeur

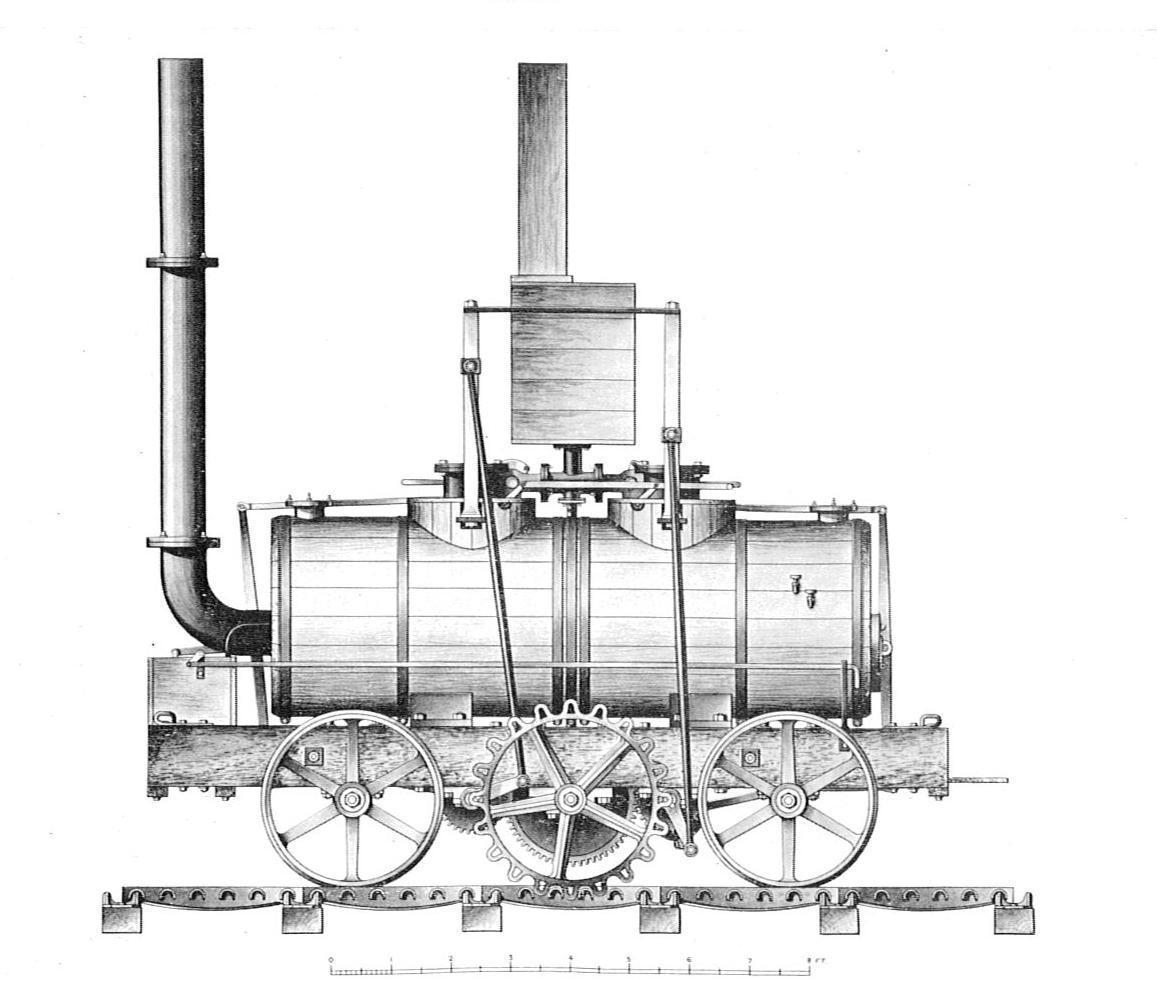
La Salamanca de John Blenkinsop et Matthew Murray.

Durant toute la décennie 1810, Murray esquissa donc diverses conceptions de machines à vapeur. Mais c'est en 1812 qu'il reçoit l'ordre construire un modèle de locomotive à vapeur selon la nouvelle conception très originale de John Blenkinsop, alors à la tête d'une des mines de charbon de Middleton près de Leeds. Il s'agissait d'une locomotive avec deux cylindres faisant donc double-emploi: la conduite d'une roue dentée qui était elle-même guidée par un système de crémaillère, ceci afin d'éviter de prévenir d'un manque d'adhérence sur des rails lisses, classiques.
Les travaux étant tout de même réalisés sur la base d'une conception quasi similaire de l'ingénieur Richard Trevithick (un seul cylindre et trop lourde pour avoir pu être exploitée), Murray lui paya donc des droits et l'améliora selon l'idée de Blenkinsop. Il installa ensuite la roue dentée entraînée par bielles et la crémaillère rattachée à la voie.
Son premier prototype fut la Salamanca, et la mine de Middleton, qui se servait auparavant d'une ligne hippomobile (tractée par des chevaux), l'adapta en y introduisant une crémaillère. Cette ligne, devenue chemin de fer touristique est aujourd'hui appelée Middleton Railway. Il s'agit du tout premier chemin de fer à crémaillère à avoir servi avec succès, si bien que Murray conçut et construisit par la suite trois autres modèles, dont l'une inspira l'ingénieur George Stephenson qui en modélisa une semblable en 1814, la Blücher, mais dépourvue de système à crémaillère.